# Roman Rosdolsky

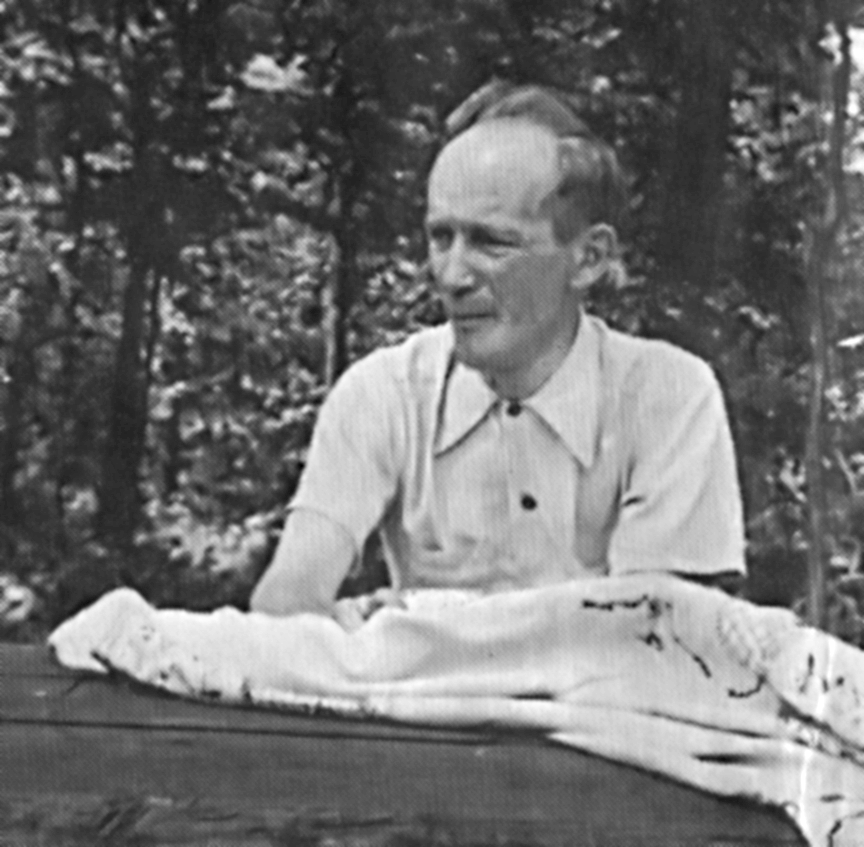
Roman Rosdolsky um 1960 in den USA

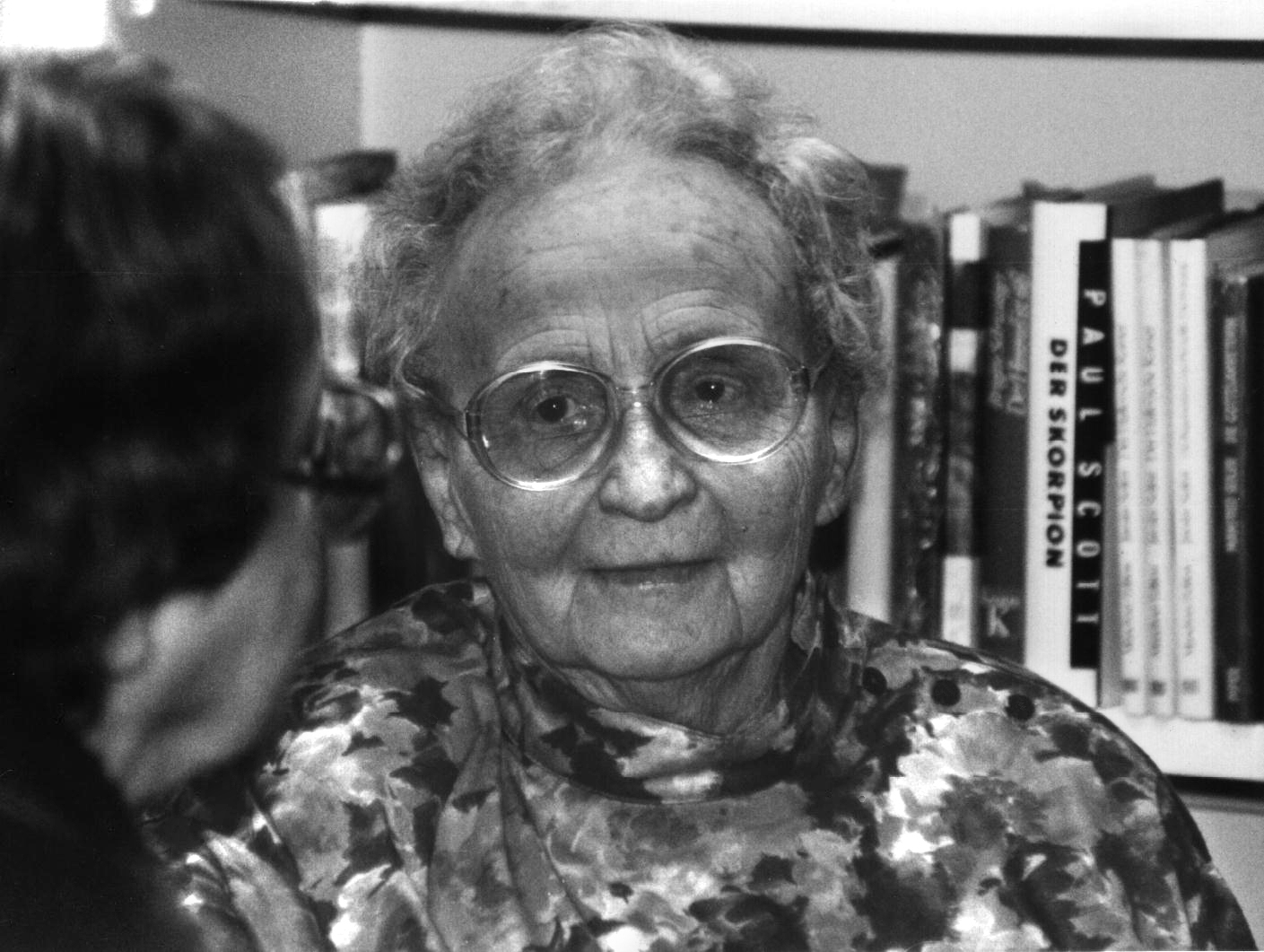
Ehefrau Emily Rosdolsky im Gespräch mit Fritz Keller

Roman Rosdolsky (ukrainisch Роман Осипович Роздольський Roman Ossypowytsch Rosdolskyj, wiss. Transliteration Roman Osipovič Rozdolʹsʹkij; polnisch Roman Rózdolski; russisch Роман Осипович Роздольский; * 19. Juli 1898 in Lemberg, Österreich-Ungarn; † 20. Oktober 1967 in Detroit), Doktor der Politikwissenschaft (Dr. rer. pol.), war ein altösterreichischer Sozialhistoriker, marxistischer Ökonom und politischer Aktivist ukrainischer Volkszugehörigkeit. Obwohl er in der Nachkriegszeit nie Mitglied einer politischen Organisation war, gilt Rosdolsky auf Grund seiner politischen Nähe zu Leo Trotzki und der Linken Opposition als einflussreicher Vertreter des Trotzkismus. Er selbst bezeichnete sich als Marxist. Rosdolsky schrieb auch unter den Pseudonymen Roman Prokopovycz, P.Suk. Tenet sowie W.S.
Sein Hauptwerk Zur Entstehungsgeschichte des Marxschen Kapitals hatte in den 1970er Jahren starken Einfluss auf die neomarxistische Debatte und galt innerhalb der neuen Linken als Einführung in die Kritik der politischen Ökonomie von Karl Marx. Bereits kurz nach Erscheinen wurde es zu einem Standardwerk der Marxforschung. Außerdem erlangte Rosdolsky Bekanntheit durch seine Kritik an den Positionen der marxistischen Klassiker zum Nationalitätenproblem, die er in seinem Werk Friedrich Engels und das Problem der geschichtslosen Völker. formulierte. Es handelt sich hierbei um eine überarbeitete Fassung seiner Doktorarbeit von 1929, Das Problem der geschichtslosen Völker bei K. Marx und Fr. Engels.
Rosdolsky war in seiner Jugend sozialistischer Revolutionär in Galizien. In der Zwischenkriegszeit lebte er in Wien im Exil, wo er in der Kommunistischen Partei Österreichs aktiv war. 1934 musste er als bekannter linker Wissenschaftler vor dem Austrofaschismus ins mittlerweile polnische Lemberg fliehen, wo er eine trotzkistische Gruppe anführte. Er war ferner im Widerstand gegen den Nationalsozialismus aktiv, weshalb er 1942 für drei Jahre inhaftiert wurde. Er war Häftling in den Konzentrationslagern Auschwitz, Ravensbrück und Oranienburg. 1947 floh er gemeinsam mit seiner Frau Emily und ihrem gemeinsamen Sohn Hans (1943–2013) vor den Stalinisten aus Österreich in die USA. Dort war Roman Rosdolsky bis zu seinem Tod als Privatgelehrter und Privatlehrer tätig.

## Leben

### Jugend und politische Anfänge (1898–1919)
Roman Rosdolsky war der Sohn von Ossip Rosdolsky und Olga Rosdolsky, geborene Tanczakavska. Das Umfeld der Familie Rosdolsky war vom im 19. Jahrhundert erwachenden ukrainischen Nationalbewusstsein geprägt. Romans Geburtsort Lemberg war die größte Stadt des KK-Kronlandes Galizien. Romans Großväter waren beide griechisch-katholische Geistliche und gehörten somit zu den Hauptverfechtern der Idee einer eigenständigen ukrainischen Nation. Der berühmte Dichter Iwan Franko zählte zu den Freunden der Familie. Damals gab es offiziell noch keine eigenständige ukrainische Kultur. Die ukrainische Literatur war im Russischen Kaiserreich verboten und die ukrainische Sprache wurde meist als bäuerlicher Dialekt des Russischen behandelt.
Auch Romans Onkel, ein Komponist ukrainischer Musik, verstand sich als Anhänger der aufkeimenden nationalen Befreiungsbewegung. Romans Vater Ossip war ein bekannter ukrainischer Theologe und Linguist sowie Lehrer für Altgriechisch und Latein am Gymnasium in Lemberg und gilt heute als Pionier der Sammlung und Erforschung von traditioneller ukrainischer Alltagskultur. Er übersetzte klassische griechische Literatur ins Ukrainische und ukrainische Werke ins Deutsche. Seine Volksliedsammlung befindet sich heute im Besitz der Ukrainischen Akademie der Wissenschaften. Ossip Rosdolsky gab sein Interesse für Lehre und Forschung an seinen Sohn Roman weiter. Diesen zog es zugleich bereits in seiner Jugend in die Politik. Im Alter von 15 Jahren schloss sich der Gymnasiast Roman Rosdolsky 1913 der ukrainischen sozialistischen Bewegung an. Die konspirativen „Dragomanov-Zirkel“, denen Rosdolsky damals angehörte, waren nach dem radikaldemokratischen Liberalen Mychajlo Drahomanow (1841–1895) benannt und standen in der utopisch-sozialistischen bis anarchistischen Tradition der russischen Narodniki.
Seine Frau Emily schrieb rückblickend über den politischen Werdegang von Roman Rosdolsky: „Rosdolsky und eine Gruppe seiner engeren Schulfreunde wurden in der Organisation mit den Werken marxistischer Autoren bekannt.“ Der Erste Weltkrieg schließlich führte zu einer folgenschweren Spaltung der Organisation. Während Rosdolsky damals bereits zu ihrem linken Flügel zählte, sah eine Mehrheit den Krieg als eine Chance, um gemeinsam mit den Mittelmächten gegen den Zarismus und die russische Unterdrückung zu kämpfen. Rosdolsky und seine Freunde hingegen begriffen sich als Internationalisten und Revolutionäre und orientierten sich an den Ideen von Karl Liebknecht und Friedrich Adler.
1915, ein Jahr nach Kriegsausbruch, wurde der 17 Jahre alte Rosdolsky in die k.u.k. Armee einberufen, wodurch sich sein politischer Aktionismus weiter verstärkte. Seit 1916 war er zusammen mit einer Minderheit der ursprünglichen Mitglieder maßgeblich an der Wiederbelebung der Dragomanov-Zirkel in Form der antimilitaristischen Jugendorganisation Internationale Revolutionäre Sozialdemokratische Jugend Galiziens beteiligt. Diese befand sich gemeinsam mit der 1915 bis 1918 bestehenden illegalen Internationalen Revolutionären Sozialdemokratie (IRSD), der Vorgängerin der Kommunistischen Partei Ostgaliziens, in Opposition zur offiziellen Sozialdemokratie, welche den Kriegskrediten zugestimmt hatte. Rosdolsky und seine Anhänger waren sehr überrascht, dass es ihnen nicht gelungen war, zumindest einige der ehemaligen Mitglieder der Dragomanov-Zirkel zu überzeugen, in den von ihnen gegründeten Organisationen mitzuarbeiten. Nach Angabe von Emily Rosdolsky hatte die IRSD mehrere Hundert Mitglieder. Roman Rosdolsky war unter anderem Redakteur der 16-seitigen Zeitung Vistnyk, des Zentralorgans der IRSD. 1917, ein Jahr vor Beendigung des Krieges, gab er gemeinsam mit Roman Turiansky zusätzlich die Zeitschrift Klyči heraus.
Die Zeitung der IRSD wurde von der Polizei erst 1918 entdeckt. Bevor diese jedoch gegen die jungen Sozialisten vorgehen konnte, kam es mit der Februarrevolution 1917 zum Zusammenbruch der Monarchie und zur Errichtung der Republik. Während des Ersten Weltkrieges war Rosdolskys Heimat Galizien von der Habsburgermonarchie an das junge Königreich Polen abgetreten worden. Dieser Übergang von einer Monarchie zur anderen wurde von Bürgerlichen, Bauern und Arbeitern gleichermaßen bekämpft. Jedoch war das republikanische Lager Galiziens gespalten: Rosdolsky beteiligte sich als revolutionärer Sozialist an Seite seiner Genossen der IRSD zwischen Oktober 1918 und dem Sommer 1919 an den Kämpfen in seiner Heimat Ostgalizien gegen die neu gegründete Republik Polen. Stattdessen setzten Rosdolsky und die IRSD sich für die Gründung der Westukrainischen Volksrepublik ein.

### Gründung der Kommunistischen Partei Ostgaliziens (1919–1921)
Rosdolsky war einer der Gründer und Haupttheoretiker der 1919 aus der IRSD hervorgegangenen Kommunistischen Partei Ostgaliziens, die mit den russischen und ukrainischen Bolschewiki eng kooperierte. Während die im April 1918 gegründete KP der Ukraine (Bolschewiki) formell der KP Russlands (Bolschewiki) unterstellt war und somit keine eigene Sektion der im März 1919 gegründeten Kommunistischen Internationale bildete, behielt die KP Ostgaliziens vorerst ihre organisatorische Unabhängigkeit bei. Die in der IRSD begonnene Debatte um die nationale Identität wurde fortgesetzt. 1923 schließlich wurde die Kommunistische Partei Ostgaliziens in Kommunistische Partei der Westukraine (KPWU oder KPZU; ukrainisch: Комуністична партія Західної України) umbenannt, womit sich der Flügel um Rosdolsky zumindest formal durchgesetzt hatte. Zwar war Ostgalizien zu dieser Zeit nicht Teil der im Januar 1919 gegründeten Ukrainischen SSR, jedoch wollten Rosdolsky und die KPWU mit dieser Umbenennung ihrer Forderung nach einem gemeinsamen sozialistischen Staat Ausdruck verleihen.
Die Westukrainische Volksrepublik wurde ursprünglich von der Zentralna Ukrainska Rada, dem ukrainischen Zentralrat, regiert – einer bürgerlichen Koalition aus Sozialrevolutionären, Menschewiki, Sozial-Föderalisten und anderen. Bald wandte sich die Westukrainische Volksrepublik aber den Bolschewiki zu und war für kurze Zeit Teil der Ukrainischen Sozialistischen Sowjetrepublik. Rosdolsky positionierte sich damals auf Seiten der Bolschewiki gegen die bürgerliche Rada und ihren Nationalismus, wobei sein Standpunkt innerhalb der IRSD nicht unumstritten war. In der Auseinandersetzung um die nationale Unabhängigkeit der Ukraine hatte die Zeitschrift der IRSD anfangs eine an Rosa Luxemburg angelehnte Tendenz zur Leugnung der nationalen Frage, wie Emily Rosdolsky berichtet. Diese Frage bestimmte Rosdolskys späteres Schaffen, der in der Angelegenheit eine andere, wohlwollendere Ansicht vertrat und den Unabhängigkeitsbestrebungen der ukrainischen Bauernschaft mit weniger Skepsis gegenüberstand.
Nach der Niederlage der Westukrainischen Volksrepublik im Mai 1919 emigrierte Rosdolsky im August „mit einer Gruppe seiner Kampfgenossen in die Tschechoslowakei“, wo er in Prag Rechtswissenschaft studierte. Rückblickend schrieb er über die Errichtung der Westukrainischen Volksrepublik und die damalige Auseinandersetzung zwischen Rada und Bolschewiki:

„Als Angehörige eines ‚geschichtslosen‘ Volkes, mit einer nur rudimentären sozialen Oberschicht, konnten wir unsere Hoffnungen nicht auf die Errichtung eines bürgerlichen ukrainischen Staates setzen. Andererseits schufen die ungelöste Bauernfrage und die nationale Unterdrückung unseres Volkes für die rasche Verbreitung der Ideen des revolutionären Sozialismus einen günstigen Boden.“

Rosdolsky und die KPWU sollten sich schließlich gegen die Rada durchsetzen. Nachdem die Rada sowie ihr Anführer und späterer Regierungschef Symon Petljura sich zuerst gegen den am 4. Dezember 1917 gegründeten Allukrainischen Sowjetkongress und schließlich im Russischen Bürgerkrieg gegen die Bolschewiki gestellt hatten, schloss sich die Westukrainische Volksrepublik 1920 der Ukrainischen SSR an. Am 6. Juli 1920 wurde in Ternopil in der Westukraine die provisorische Ostgalizische Sowjetregierung ausgerufen und am 1. August 1920 die Galizische Sowjetrepublik proklamiert. Für Rosdolsky und seine KPWU war das ein großer Erfolg. Doch bereits am 21. September 1920 wurde das Gebiet von polnischen Truppen besetzt. Erst im Zweiten Weltkrieg musste Polen Galizien an die Sowjetunion abtreten. Faktisch war die Westukraine bereits 1944, formell erst seit 16. September 1947 Teil der Ukrainischen SSR. Dieser kurze, aber bewegte Abschnitt der ukrainischen Geschichte sowie der Kommunistischen Partei der Westukraine hat Rosdolskys Schaffen entscheidend geprägt.

### Wiener Emigration und Linke Opposition (1921–1939)
In der Zwischenkriegszeit lebte Rosdolsky großteils im Exil in Wien. Dort wurde er Mitglied der Kommunistischen Partei Österreichs (KPÖ). Von 1921 bis 1924 vertrat er im Zentralkomitee der Kommunistischen Partei der Westukraine deren Auslandsorganisation. Nach der Übernahme Ostgaliziens durch Polen gab es innerhalb der KPWU Differenzen über einen möglichen Anschluss an die mittlerweile entstandene Kommunistische Partei Polens (KPP). Rosdolsky war gegen eine solche Vereinigung der KPWU mit der KPP. Stattdessen hat er sich stets für einen autonomen Status der KPWU innerhalb der KPP eingesetzt. Seine Frau schildert die damaligen Positionen in der KPWU folgendermaßen:

„Die in der städtischen Arbeiterschaft und Intelligenz verankerten Anhänger der kommunistischen Bewegung befürworteten zumeist den Anschluss an die Kommunistische Partei Polens und bildeten die Fraktion der ‚Kaperpowcy‘, so genannt nach den Initialen der Kommunistischen Arbeiterpartei Polens. Befürworter der Unabhängigkeit Ostgaliziens von Polen und einer von der polnischen Partei unabhängigen Parteiorganisation war die „Wasylkiw-Gruppe“. Wasylkiw war der Parteiname von Osyp Krilyk, der gemeinsam mit Rosdolsky und anderen späteren Führern der kommunistischen Bewegung Ostgaliziens im Jahre 1916 die Drahomanow-Bewegung neu organisiert hatte.“

Obwohl Rosdolsky zur Zeit der Auseinandersetzung bereits in Wien lebte, war er einer der führenden Publizisten der Wasylkiw-Fraktion der ukrainischen Kommunisten, auch Wasylkiwzi genannt. Die Kommunistischen Internationale (KI), deren Satzungen eigentlich pro Land nur eine Sektion vorsahen, unterstützte die Wasylkiwzi in ihrer Forderung nach politischer und nationaler Autonomie gegen die Fusionierungsbestrebungen der Kaperpowcy. Bei dieser Auseinandersetzung ging es in erster Linie um die Abtrennung Ostgaliziens von Polen und eine Angliederung an die Sowjetukraine. Obgleich die Führung der KI einen solchen Schritt begrüßt hätte, kam es 1923 zu einem Kompromiss. So wurde die Kommunistische Partei der Westukraine, genauer genommen die Parteiorganisation in Ostgalizien, Wolhynien und Cholmland, gemeinsam mit der Kommunistischen Partei Westweißrusslands autonome Untergliederung Teil der Kommunistischen Arbeiterpartei Polens. Rosdolsky befand sich zu der Zeit noch im Zentralkomitee der KPWU.
Ein Jahr später, 1924, trat Rosdolsky für das Ausscheiden der Partei aus der antipolnischen Guerillabewegung im Grenzgebiet ein. Rosdolskys Weigerung, sein Studium abzubrechen und als „Berufsrevolutionär“ ausschließlich für die Partei zu arbeiten, führte zum Ausschluss aus der Partei. Emily Rosdolsky vermutet dahinter seine Angst, „sich damit in die materielle Abhängigkeit vom Apparat der Westukrainischen Partei zu begeben, mit dem er keineswegs immer übereinstimmte und von dessen manchmal allzu ‚pragmatischer‘ Haltung er zunehmend enttäuscht war.“ Rosdolsky blieb aber in Kontakt mit seinen Genossen und publizierte weiterhin für die Partei. Als er 1925 die Verurteilung Leo Trotzkis und der Linken Opposition in der Sowjetunion ablehnte, geriet Rosdolsky erneut in Konflikt mit der Parteiführung der KPP. In dieser Zeit näherte er sich weiter der Linken Opposition um Trotzki an. Gemeinsam mit der KPP wurde die KPWU 1938 von der KI aufgelöst. Zu dieser Zeit lebte Rosdolsky wieder in Lemberg und war Anführer einer einflussreichen trotzkistischen Gruppe. Ein Grund für die Auflösung der KPP war die anfangs durchwegs internationalistische Ausrichtung der KPP und deren hohe Anzahl an Kritikern der KI-Führung und Anhängern der Linken Opposition in der Sowjetunion. Dieser Konflikt war mit ein Grund für Rosdolskys spätere Flucht aus seiner Heimat. Viele Mitglieder der KPWU und der KPP fielen den stalinistischen Säuberungen zum Opfer und wurden erst 1956 auf dem XX. Parteitag der KPdSU rehabilitiert.
In den Jahren 1924–1929 setzte Rosdolsky in Wien entgegen der Parteiräson sein in Prag begonnenes Studium der Rechts- und Staatswissenschaft bei dem Austromarxisten Carl Grünberg fort. Grünberg, der spätere Leiter des Frankfurter Instituts für Sozialforschung, sowie sein früherer Schüler Max Adler beeinflussten in Wien das Marxismusbild Rosdolskys. In Max Adlers Vorlesungen soll Rosdolsky als ein führendes Mitglied der kommunistischen Studentenbewegung häufig brisante politische Diskussionen initiiert haben.
1926/27 kam es innerhalb der KPWU erneut zu Auseinandersetzungen um deren so genannte „Bolschewisierung“, nachdem Alexander Schumsky (auch Šumski oder Schumskij), Volkskommissar für Erziehungswesen in der Ukraine, unter dem Vorwand „nationalistischer Abweichungen“ wegen seiner Kritik an „Stalins bürokratischer Politik in Hinblick auf nationale Minderheiten“ (Max Shachtman) aus der KPU(B) ausgeschlossen wurde. Die Mehrheit des ZK der KPWU unterstützte Schumsky, und 1929 konnte schließlich auch Rosdolsky dazu bewegt werden, sich in der Parteizeitschrift Kultura öffentlich auf Seiten Schumskys zu positionieren. Rosdolsky hatte einige inhaltliche Differenzen, weshalb er sich ursprünglich zur Angelegenheit nicht äußern wollte. Seine öffentliche Parteinahme gegen die „Russifizierungstendenzen in der Kulturpolitik der Sowjetukraine“ und „für die frühere ‚šumskistische‘ Majorität der KPWU, die schon 1928 aus der KOMINTERN ausgeschlossen worden war“, wie sein Nachlassbearbeiter G. R. van der Ham in einer Kurzbiographie über Rosdolsky schreibt, hatte schließlich den endgültigen Ausschluss Rosdolskys aus der polnischen Kommunistischen Partei KPP zur Folge.
In Wien blieb Rosdolsky weiterhin in der KPÖ aktiv. Während der Demonstrationen beim Wiener Justizpalastbrand am 15. Juli 1927 lernte er seine spätere Frau, die 16-jährige Emily Meder kennen. In der KPÖ-Zelle im 9. Wiener Gemeindebezirk arbeiteten Meder und Rosdolsky seither eng zusammen. In einem Interview mit Fritz Keller berichtet Emily Rosdolsky, „dass an Zellenabenden so 15 Leute [anwesend; Anm.] waren“. Nächte lang soll der Trotzkist Rosdolsky dort mit Anhängern Heinrich Brandlers und linientreuen Stalinisten gestritten haben. 1926–1931 arbeitete Rosdolsky in Wien als Korrespondent des Moskauer Marx-Engels-Instituts, wobei er unter der Leitung von David Rjasanow Material für das Archiv zusammentrug und an der Marx-Engels-Gesamtausgabe (MEGA) mitarbeitete, bis Stalin 1931 die Einstellung der MEGA beschloss.
Mitte der 1930er Jahre gehörte Rosdolsky zu den Mitbegründern des Trotzkismus in der Westukraine. Er fühlte sich zwar ein Leben lang mit den Ideen Trotzkis verbunden, war jedoch niemals Mitglied der Vierten Internationale. Rosdolskys Kritik der „Russifizierung“ der Ukraine war eine Folge seiner Erfahrungen in seiner Heimat Anfang der 1920er Jahre. In dieser Frage deckte sich Rosdolskys Position mit jener Trotzkis, der ebenfalls die „unterdrückenden Russifizierungsmethoden der Städte“ – vor allem in der Ukraine – kritisierte. „Es wird nicht wenig Zeit vergehen“ – so Trotzki 1930 – „auch unter der Herrschaft der Bolschewiki, bis die Sowjets der Randgebiete gelernt haben, die Sprache des Dorfes zu sprechen.“
Als Mitglied einer vom Staat Polen unterdrückten bäuerlichen Nation lag Rosdolskys primäres Interesse an einer marxistischen Analyse des Nationalitätenproblems und der Geschichte der Bauernschaft. Mit dieser Frage beschäftigte er sich während seines Studiums und im Rahmen seiner Forschungstätigkeit beim Marx-Engels-Institut. 1929 promovierte er mit der Arbeit Das Problem der geschichtslosen Völker bei K. Marx und Fr. Engels bei den Professoren Hans Kelsen und A. Menzel an der Universität Wien zum Doktor der Staatswissenschaft. Im gleichen Jahr führte die Zwangskollektivierung in der Ukraine zu einer Hungersnot mit Millionen Opfern. Diese Ereignisse nahm Rosdolsky als Anlass zur Überarbeitung seiner Doktorarbeit, die erst 1964 unter dem Titel Friedrich Engels und das Problem der geschichtslosen Völker erschien. Rosdolsky widmete das Buch den Opfern des Stalinismus in der Ukraine: „M. Skrypnyk, A. Schumskyj, K. Maksymowytsch“.
Während seines Aufenthalts in Wien hatte Rosdolsky großen politischen Einfluss auf Emily Meder und andere Mitglieder der KPÖ. „Er hat mich dazu bewogen, die Schriften Trotzkis zur deutschen Frage zu lesen, was für mich wirklich richtungsweisend war“, so Emily Rosdolsky im Interview. Auch in der Kritik an der Politik der KPD und deren Sozialfaschismusthese wurde sie von Rosdolsky nach eigener Aussage „sehr stark beeinflusst.“
Nach den Februarkämpfen 1934 litt die Arbeiterbewegung in Österreich unter starker Repression durch das austrofaschistische Dollfuß-Regime. Roman Rosdolsky wurde von der österreichischen Polizei ausgewiesen und floh nach Lemberg. Dort war er als Lektor (erst als Stipendiat, später als Assistent) am Institut für Wirtschaftsgeschichte der Universität in Lemberg tätig, wo ihn der Direktor des Instituts, Franciszek Bujak, gegen Widerstände förderte. Dadurch war es ihm möglich, seine Studien zur nationalen Frage fortzusetzen. Rosdolsky nutzte seine Assistentenstelle für eine Reihe von Forschungen am Archiv der Universität. 1936 erschien Die Ostgalizische Dorfgemeinschaft und ihre Auflösung. Die Veröffentlichung seines zweibändigen Werks über die Leibeigenschaft sowie die Unterdrückung der Bauernschaft in Galizien wurde durch den Ausbruch des Zweiten Weltkriegs unterbrochen. Das Werk wurde erst 1962 in Warschau publiziert. Die deutschsprachige Ausgabe erschien 1992 unter dem Titel Untertan und Staat in Galizien. Die Reformen unter Maria Theresia und Joseph II.
Zwischen 1934 und 1938 publizierte Rosdolsky die trotzkistische Zeitschrift Žittja i slovo (Leben und Wort; ukr. життя і слово). Nachdem die Kommunistische Partei und die Sowjetunion in der Westukraine diskreditiert waren, konstatierte Rosdolsky unter breiten Teilen der Bevölkerung eine Annäherung an den „Hitlerfaschismus“ (Emily Rosdolsky). Mit diesem verbanden viele Menschen die Hoffnung auf eine baldige Befreiung der Ukraine durch Deutschland, so Rosdolsky. Der Aufbau einer neuen sozialistischen Organisation war seiner Ansicht nach die einzige Alternative zu dieser Entwicklung. Gemeinsam mit seinem Freund Stepan Rudik begann Rosdolsky den Aufbau einer solchen Gruppierung und versuchte, mit anderen Trotzkisten in Kontakt zu treten. Zu dieser Zeit lernte er den polnischen Trotzkisten Isaac Deutscher kennen, der 1926 der Kommunistischen Partei Polens beigetreten und 1932 ausgeschlossen worden war, weil er aus deren Sicht „die Gefahr des Nazismus“ übertrieb und „Panik in den Reihen der Kommunisten“ verbreitet hätte.
Noch nach dem Anschluss Österreichs an das Deutsche Reich am 12./13. März 1938 hatte die KPÖ-Zelle des 9. Bezirks eine „illegale Funktionärskonferenz im Wienerwald“, an der Emily Meder teilnahm. Friedl Fürnberg von der KPÖ vertrat damals die Ansicht, dass sich die Nationalsozialisten in Österreich „zwischen 6 Wochen und 6 Monaten“, keinesfalls länger, „an der Macht halten könnten“, berichtete sie. „Roman Rosdolsky ist damals sehr entschieden gegen die Behauptung aufgetreten, das sei nur eine vorübergehende Niederlage.“
Seit seiner Flucht aus Wien hatte Roman Rosdolsky einen regen Briefwechsel mit Emily Meder. „Auch das hat meine politische Überzeugung natürlich beeinflusst“, erzählte sie später. Rosdolsky fragte seine Genossin Emily Meder damals, ob sie „nicht einmal eine andere Luft atmen will“ (Zitat Emily Rosdolsky) und lud sie zu sich nach Lemberg ein. Als sie Rosdolsky im Dezember 1938 besuchte, erhielt Meder von ihren Gefährten aus Wien die Nachricht, sie solle wegen der starken Repression „wenn möglich nicht mehr nach Österreich zurückkehren“. Meder blieb also in Lemberg und heiratete dort schließlich im Februar 1939 Roman Rosdolsky. Politisch aktiv war sie in Lemberg jedoch nicht, da sie kein Ukrainisch sprach.
Seine politische Arbeit stellte für Roman Rosdolsky zusehends eine Gefahr dar. Nachdem er zuerst vor der polnischen Besatzung und danach vor dem Austrofaschismus geflohen war, bestand die Möglichkeit einer Annektierung der Westukraine durch die Sowjetunion, was für die Rosdolskys eine Verfolgung durch das Stalin-Regime bedeutet hätte. Diesem Risiko wollte Rosdolsky, der in Lemberg „als Trotzkist ausgesprochen bekannt“ war (Zitat Emily Rosdolsky), seine Lebensgefährtin Emily und sich selbst nicht aussetzen. Rosdolskys Freund und Genosse Stepan Rudik wurde im Herbst 1939, unmittelbar nach Rosdolskys Flucht aus Lemberg, vom NKWD verhaftet und verschwand. Nach der Vernichtung der Linksopposition in der UdSSR durch die Moskauer Prozesse existierten nur noch zwei kleine Gruppen ukrainischer Trotzkisten: eine in Kanada sowie in der Westukraine die Gruppe um Rosdolsky. Auch diese Gruppe wurde verfolgt, so dass es schließlich 1940 keine trotzkistische Organisation in der Ukraine mehr gab.
In seiner umfassenden Arbeit Nationale Frage und marxistische Theorie. Teil 2: Die sowjetische Erfahrung schrieb der Historiker Manfred Scharinger über das Schicksal von Rosdolskys Gruppe:

„Nach dem sowjetischen Einmarsch in der Westukraine am 17. September 1939 begann das Volkskommissariat für innere Angelegenheiten sofort mit der Verfolgung dieser Gruppe. Viele Mitglieder kamen im stalinistischen Terror um, anderen gelang die Flucht in das von Nazis besetzte Polen, wo die Gestapo sie verfolgte.“

### Verfolgung durch den Nationalsozialismus und US-Exil (1939–1967)
Unmittelbar nach Beginn des Zweiten Weltkriegs wurde Lemberg durch die sowjetische Besetzung Ostpolens infolge des Hitler-Stalin-Paktes im September 1939 der Ukrainischen SSR einverleibt. Als bekannt wurde, „dass die Stadt von den Russen besetzt werden wird“ (Zitat Emily Rosdolsky), flohen Emily und Roman Rosdolsky aus Angst vor dem Stalinismus zu Fuß und mit dem Zug nach Krakau, da „Roman sich in der Stadt [Lemberg; Anm.] als Trotzkist erklärt hatte“. Damals stand Krakau zwar bereits unter deutscher Fremdbesatzung, dennoch schien die Stadt den Rosdolskys sicherer zu sein als Lemberg. In Krakau arbeitete Emily als Sekretärin bei der Dresdner Bank und half dabei, mit einer kleinen Werkstätte, in der Reisstroh-Bürsten produziert wurden, „einigen Leuten eine Beschäftigung zu geben.“
Die Rosdolksys wohnten damals in der jüdischen Vorstadt Kazimierz in der Dietlstraße Nr. 62 bei einem jüdischen Kaufmann. Im Nachbarhaus Nr. 64 befand sich das jüdische Waisenhaus von Krakau, so dass der arbeitslose Roman Rosdolsky die dortigen Ereignisse mitverfolgen konnte. Anfang Dezember 1939 war er Augenzeuge der ersten so genannten „Judenaktion“ durch die deutsche Besatzung.
Ohne Einzelheiten der Judenaktion zu schildern berichtete Rosdolsky später:

„Es war ein Tag, wie ihn das alte Krakau seit der Zeit der mittelalterlichen Judenpogrome nicht mehr gesehen hatte; ein Tag der Schande und Erniedrigung – nicht nur für die Opfer der infamen Judenaktion, sondern vielleicht noch mehr für jene, die als „Arier“ das zweifelhafte Privileg genossen, von ihr ausgenommen zu sein. Sogar zwei Wehrmachtsoffiziere blieben neben mir auf der Straße stehen, betrachteten stumm das widerliche Schauspiel und gingen dann unter heftigem Kopfschütteln, sichtlich angeekelt, ihres Weges …“

Im September 1942 schließlich wurden Roman und Emily Rosdolsky von der Gestapo verhaftet, weil sie Juden bei sich Unterschlupf gewährt hatten. Emily Rosdolsky, die damals hochschwanger war, wurde bereits nach drei Wochen wieder freigelassen. Emily Rosdolsky erklärte im Gespräch mit dem Historiker Fritz Keller, dass ihre Haftentlassung der Mithilfe „eines antinazistischen Gestapo-Mannes“ zu verdanken sei. Im Dezember 1942 kehrte Emily nach Wien zurück, wo sie trotz der ständigen Gefahr einer weiteren Inhaftierung während des Krieges blieb. Später ging sie wegen der Bombardierungen in Wien nach Oberösterreich. Roman wurde im April 1943, wenige Monate nach der Geburt seines Sohnes Hans im Januar, aus Krakau in das KZ Auschwitz deportiert.
Roman Rosdolsky war in der Zeit bis 1945 in den Konzentrationslagern Auschwitz (wo er von Frühjahr 1943 bis Herbst 1944 in einer Zimmerei arbeiten musste), Ravensbrück und Oranienburg interniert. Nach der Befreiung durch die Rote Armee ging er nach Linz, wo er mit Frau und Kind zusammentraf, die zu dieser Zeit mit einem anderen Genossen in Ried im Innkreis lebten. Emily war nach dem Krieg bei der Linzer Arbeiterkammer als Jugendschutzsekretärin und Bildungsreferentin tätig. Roman lehrte in der Gewerkschaftsschule.
Nachdem 1947 Karl Fischer, ein Mitarbeiter und Genosse von Emily Rosdolsky, wegen seiner oppositionellen Gesinnung von sowjetischen Agenten „aus der Arbeiterkammer in Urfahr an der Zonengrenze“ (Zitat Emily Rosdolsky; die Zonengrenze war die Nibelungenbrücke, Anm.) gekidnappt und nach Sibirien in ein Arbeitslager (Gulag) verschleppt wurde, emigrierte die Familie Rosdolsky im Herbst 1947 aus Furcht vor einem ähnlichen Schicksal in die USA.
Karl Fischer war bereits während der austrofaschistischen Diktatur in Haft gewesen und war danach bis 1945 im KZ Buchenwald. In der UdSSR musste er acht Jahre lang Zwangsarbeit verrichten, bis er 1955 entlassen wurde. Daher erwiesen sich die damaligen Befürchtungen der Rosdolskys für Emily im Nachhinein als gerechtfertigt.
Während seine Frau Emily durch Vermittlung eines Genossen aus Wien 23 Jahre lang – bis zu ihrer Rückkehr nach Wien 1971 – als Beraterin in der Forschungsabteilung der Automobilarbeitergewerkschaft United Auto Workers (AFL-CIO) in Detroit tätig war, fand Roman Rosdolsky in der McCarthy-Ära keine Arbeit. Ein Universitätsposten wurde ihm verweigert, weshalb er in der Folge als Privatgelehrter tätig war.
Roman Rosdolsky starb 1967 in Detroit im Alter von 69 Jahren. Emily Rosdolsky wirkte nach ihrer Rückkehr nach Wien als ehrenamtliche Mitarbeiterin des Dokumentationsarchivs des österreichischen Widerstandes. Sämtliche anonymen Vorworte in den diversen Veröffentlichungen von Roman Rosdolskys Texten stammen von ihr.

## Werk
Bekanntheit erlangte der ausgebildete Politologe Roman Rosdolsky als Historiker; vor allem durch sein klassisches Werk Die große Steuer- und Agrarreform Josefs II. (Warschau 1961). Seine umfassende Aufarbeitung der Grundrisse von Karl Marx, mit der er sich von 1948 bis zu seinem Tod 1967 beschäftigte, ist Rosdolskys wichtigstes Werk. Mit Zur Entstehungsgeschichte des Marxschen Kapital, welches als Standardwerk der Marxforschung gilt, erlangte er posthum Einfluss auf die Neue Linke und legte den Grundstein für die postmarxistische Wertkritik. Laut Eduard März ist Rosdolskys Entstehungsgeschichte neben Paul Sweezys Theorie der kapitalistischen Entwicklung (New York, 1942) das wichtigste Werk der neuen Marx-Lektüre. Beide Bücher haben „bedeutenden Anteil“, sagt März, „an der Renaissance der marxistischen Lehre in der Nachkriegszeit.“ März fährt fort:

„In der fruchtbaren Weiterentwicklung vieler geistiger Ansätze der Klassiker bilden diese ein eindrucksvolles Gegenstück zu der scholastischen Literatur östlicher Prägung, die man fälschlicherweise mit dem Namen von Marx assoziiert.“

Den Hintergrund für Rosdolskys intensive kritische Auseinandersetzung mit dem Marxismus sieht seine Frau Emily Rosdolsky insbesondere im Versagen der traditionellen Arbeiterorganisationen und der Krise des Marxismus am Vorabend des Zweiten Weltkrieges sowie in der Nachkriegszeit. Eine große Rolle habe dabei auch Rosdolsky persönliche Erfahrung durch die Haft in Konzentrationslagern ab 1942 sowie 1947 die Flucht aus Österreich vor dem Stalinismus gespielt. Nachdem sich Rosdolskys ursprüngliche Perspektive, „der Krieg würde zu sozialistischen Revolutionen in den kapitalistischen Ländern und zur Ablösung der Stalinherrschaft führen“, als falsch erwies, konzentrierte er sich nun auf die „Formierung einer neuen revolutionären Arbeiterbewegung“ und auf die „Vertiefung der Kenntnis der marxistischen Theorie“ (Emily Rosdolsky).
Eine besondere Bedeutung für die wissenschaftliche Forschung über den Rand der innermarxistischen Auseinandersetzung hinaus besitzen von Rosdolskys Arbeiten die historischen Untersuchungen sowie seine Doktorarbeit von 1929 über die Behandlung des Nationalitätenproblems im Marxismus. Seitdem konzentrierte er seine Untersuchungen auf die Revolutionen von 1848/1849 im östlichen Mitteleuropa sowie auf die Werke von Karl Marx und Friedrich Engels. Durch die bewegte Geschichte seiner Heimat Galizien hatte Rosdolsky großes Interesse an der Nationalitätenfrage und der für ihn stark mit dieser Frage verknüpften Geschichte Österreich-Ungarns, mit der er sich zeitlebens beschäftigte. Eine stark überarbeitete Fassung seiner Doktorarbeit erschien 1979 als Buch unter dem Titel Friedrich Engels und das Problem der geschichtslosen Völker. Hierdurch wurde Rosdolsky wieder einem breiteren Publikum bekannt.
Sein Freund Ernest Mandel, der Rosdolsky seine berühmte Doktorarbeit Der Spätkapitalismus (Berlin 1972) widmete, lobte das Buch in hohen Tönen:

„Seine bedeutendste Arbeit ist zweifelsohne ‚Friedrich Engels und das Problem der ‚geschichtslosen‘ Völker‘, worin er die von Marx und Engels während der Revolution von 1848 in der Neuen Rheinischen Zeitung an den Tag gelegte feindliche Haltung gegenüber der kleineren slawischen Nationalitäten […] einer scharfen Kritik unterzieht. Es ist dies m.E. das erste Beispiel einer gelungenen marxistischen Kritik an Marx selbst.“

Der Sozialwissenschaftler Ephraim Nimni hält Rosdolskys Buch aber aus mehreren Gründen für problematisch.

“First, the theory of "nations without history" was applied ... not only to the small Slavonic national communities. They were also applied to a variety of nations, both large and small, which in Marx' and Engels' judgment were not capable of a revolutionary transformation of their societies (the Welsh, the Scots, the Québécois and the Mexicans are but a few examples). ...Second, it seems that Rosdolsky also falls into the paradigmatic trap which leads logically to the theory of "non-historical nations." ... he implicitly accepts the teleological model of social evolution behind the Hegelian theory of "non-historical" peoples. ...Third, Rosdolsky fails to see the link between his well-documented section on Marx' and Engels evaluation of the national question and the overall theory of evolution developed by them. ...”

„Zunächst wurde die Theorie von den „geschichtslosen Völkern“ nicht nur auf die kleinen slawische nationale Gemeinschaften angewandt. Sie wurde auch auf zahlreiche große und kleine Nationen bezogen, die nach dem Urteil Marx' und Engels' zu einer Revolutionierung ihrer Gesellschaften nicht fähig waren (Waliser, Schotten, Québécer und Mexikaner sind einige Beispiele). ... Ausserdem scheint Rosldolsky in die paradigmatische Falle zu tappen, die logisch zur Theorie der „geschichtslosen Völker“ führt. ...er akzeptiert implizit das teleologische Modell sozialer Evolution, das hinter der Hegelschen Theorie der „geschichtslosen Völker“ steht. ...Drittens sieht er den Zusammenhang zwischen seiner gut dokumentierten Behandlung der nationalen Frage durch Marx und Engels und ihrer übergreifenden Theorie der Entwicklung nicht. ...“

Während seiner Tätigkeit als Lektor in Lemberg Mitte der 1930er Jahre beschäftigte sich Rosdolsky vor allem mit der Geschichte der galizischen Agrargesellschaft. Das Buch Die Dorfgemeinschaft im ehemaligen Ostgalizien und ihre Auflösung (Lemberg 1936) handelt von den ostgalizischen Feldgemeinschaften und ihrem Verschwinden. Aus dieser Zeit stammt auch der Aufsatz Karl Marx und der Polizeispitzel Bangya, der Marx in unfreiwilliger Zusammenarbeit mit der österreichischen und preußischen Polizei zeigt. Im zweibändigen Werk Untertan und Staat in Galizien. Die Reformen unter Maria Theresia und Joseph II. geht es vor allem um die Leibeigenschaft im alten Galizien. Diese umfassende Arbeit basiert auf mehreren bereits 1937–1939 geschriebenen Artikeln, wurde jedoch erst 1962 publiziert, nachdem der Ausbruch des Zweiten Weltkriegs die Drucklegung unterbrochen hatte. Der Experte für die Geschichte Ost- und Südosteuropas Horst Glassl meint, Rosdolskys Studie sei „an umfassender Fragestellung und Stoffreichtum kaum mehr zu überbieten.“
Auch Ralph Melville, der Herausgeber der Übersetzung ins Deutsche, betont Rosdolskys Recherchearbeit::

„Der Autor konnte in der Zwischenzeit noch sämtliche Wiener und Lemberger Akten benutzen, die seither teilweise vernichtet wurden bzw. der Forschung unzugänglich sind. Rosdolskys quellennahe und zugleich systematische Darstellung stützt sich vor allem auf die gründliche Auswertung dieser Akten.“

In seinem Vorwort zu Die Bauernabgeordneten im konstituierenden österreichischen Reichstag 1848–1849 schreibt Rosdolsky, dass er diese Akten als erster gesichtet und ausgewertet habe. Die Forschungsarbeit in den österreichischen Staatsarchiven wurde Rosdolsky durch ein Stipendium der Theodor-Körner-Stiftung der Arbeiterkammer Wien ermöglicht.
Rosdolskys historische Studien der Nachkriegszeit entstanden allesamt im US-Exil. Eduard März schreibt hierzu in seiner Einleitung:

„Bei seinen häufigen Besuchen in Österreich, Holland und Polen hatte er Gelegenheit, seine umfangreichen archivarischen Studien weiterzuführen. Es entstand so in rascher Folge eine Reihe von größeren und kleineren historischen Studien.“

Rosdolskys Lebenswerk lässt sich somit grob in drei Teilbereiche untergliedern: erstens die biographische und theoretische Forschung über Karl Marx und Friedrich Engels, zweitens die historische Untersuchung der Revolutionen 1848/1849 im östlichen Mitteleuropa und drittens die marxistische Sozialgeschichte seiner, in die Geschichte der Doppelmonarchie eingebetteten galizischen Heimat. In vielen seiner Schriften findet eine Verknüpfung dieser Themen statt. Ferner beschäftigte er sich intensiv mit dem Frieden von Brest-Litowsk.

## Korrespondenz
Rosdolsky unterhielt eine rege Korrespondenz mit bekannten sozialistischen Schriftstellern wie dem österreichischen Sozialdemokraten Julius Braunthal (1965–1967), dem polnischen Trotzkisten Isaac Deutscher (1951–1966), dem Linkskommunisten Karl Korsch (1950–1954), dem Rätekommunisten Paul Mattick (1964–1967), dem Schweizer Hegel-Experten Otto Morf (1952–1967), dem deutschen Kommunisten Solomon Meijerovi Švarc (auch Salomon M. Schwarz; 1949–1967) und dem flämischen Trotzkisten Ernest Mandel. Wie Roman Rosdolsky lebten die meisten von ihnen im US-Exil.

## Werke

### Monographien
- Das Problem der geschichtslosen Völker bei K. Marx und Fr. Engels. Wien 1929 (81 S., Dissertation an der Rechts- und Staatswissenschaftlichen Fakultät der Universität Wien).
- Die Dorfgemeinschaft in Ostgalizien und ihre Auflösung. Lemberg 1936 (114 S., polnisch: Wspólnota gminna b[yłej] Galicji i jej zanik. 1. Karte).
- Die große Steuer- und Agrarreform Josefs II. Ein Kapitel zur österreichischen Wirtschaftsgeschichte. In: Panstwowe Wydawnictwo Naukowe. Warschau 1961 (198 S., Polnisch im Original).
- Untertan und Staat in Galizien. Die Reformen unter Maria Theresia und Joseph II. Herausgegeben von Ralph Melville. Übersetzt von Hilde Nürenberger-Mareiner (= Veröffentlichungen des Instituts für Europäische Geschichte, Abteilung Universalgeschichte. Beiheft 34). 2 Bände, Philipp von Zabern, Mainz 1992, ISBN 3-8053-1278-4 (polnisches Original: Stosunki poddańcze w dawnej Galicji. Warschau 1962).
- Zur Entstehungsgeschichte des Marxschen ‚Kapital‘. Der Rohentwurf des Kapital 1857–1858. 3. Auflage, Europäische Verlagsanstalt (EVA)/Europa Verlag, Frankfurt am Main/Wien 1968, ISBN 3-434-45002-5 (posthum veröffentlicht. Band 1: ISBN 3-434-45003-3; Band 2: ISBN 3-434-45004-1; Band 3: ISBN 3-434-45041-6).
- Studien über revolutionäre Taktik. Zwei unveröffentlichte Arbeiten über die II. Internationale und die österreichische Sozialdemokratie. Verlag für das Studium der Arbeiterbewegung (VSA), Berlin (West) 1973 (mit Bemerkungen „Über den Autor“ von Emily Rosdolsky und „Zu den Texten“ von der Redaktion. Posthum erschienen. Online-Version).
- Die Bauernabgeordneten im konstituierenden österreichischen Reichstag 1848–1849 (= Materialien zur Arbeiterbewegung. Band 5). Europäische Verlagsanstalt (EVA)/Europa Verlag, Frankfurt am Main / Wien 1976, ISBN 3-203-50612-2 (Posthum veröffentlicht. Einleitung von Eduard März).
- Zur nationalen Frage. Friedrich Engels und das Problem der ‚geschichtslosen‘ Völker. Verlag Olle & Wolter, Berlin (West) 1979, ISBN 3-921241-56-1 (überarbeitete Fassung der Doktorarbeit von 1929. Deutsche Erstausgabe des Hauptteils in: Archiv für Sozialgeschichte. Band IV., 1964, S. 87–282, online als pdf)

### Rosdolsky-Archiv
Ein großer Teil des schriftlichen Nachlasses von Roman Rosdolsky wurde nach seinem Tod im Internationalen Institut für Sozialgeschichte (IISG) in Amsterdam archiviert. Im Jahre 1994 hat Emily Rosdolsky dem Institut einen weiteren Bestand von Briefen, Manuskripten und Druckschriften übergeben.

### Deutschsprachige Aufsätze
- Die Ostgalizische Dorfgemeinschaft und ihre Auflösung. In: Vierteljahrschrift für Sozial- und Wirtschaftsgeschichte. Band 41, Nr. 2. Franz Steiner Verlag, 1954, S. 97–145 (Offprint aus Vierteljahrschrift. Deutsche Zusammenfassung der ähnlich lautenden Schrift von 1936).
- Karl Marx und der Polizeispitzel Bangya. In: International Review for Social History. Band 2. Leyden 1937, S. 229–245.
- Die Geschichte der tschechisch-polnischen Beziehungen in der ersten Hälfte des 19. Jahrhunderts. In: Prager Rundschau. Band 8. Prag 1938, S. 114–140.
- Das jüdische Waisenhaus in Krakau. In: SPÖ (Hrsg.): Arbeiter-Zeitung. Wien 15. April 1948 (Geschrieben am 17. Februar 1948).
- Zur neueren Kritik des Marxschen Gesetzes der fallenden Profitrate. In: Kyklos. Internationale Zeitschrift für Sozialwissenschaften. Band 9, Nr. 2. Basel 1956, S. 208–226 (Sonderdruck).
- Der esoterische und der exoterische Marx. Zur kritischen Würdigung der Marxschen Lohntheorie I–III. In: Arbeit und Wirtschaft. Band 11, 11 ff. 1957, S. 348–351, 388–391, 20–24.
- Review of Martin Trottmann, Zur Interpretation und Kritik der Zusammenbruchstheorie von Henryk Grossmann. In: Kyklos. Internationale Zeitschrift für Sozialwissenschaften. Band 3. Basel 1957, S. 353–355.
- Der Gebrauchswert bei Karl Marx. Eine Kritik der bisherigen Marx-Interpretation. In: Kyklos. Internationale Zeitschrift für Sozialwissenschaften. Band XII. Basel 1959, S. 27–56.
- Joan Robinsons Marx-Kritik. In: Arbeit und Wirtschaft. Band 13, 8 f. 1959, S. 178–183, 210–212.
- Zur Analyse der russischen Revolution. In: Ulf Wolter (Hrsg.): Die Sozialismusdebatte. Historische und aktuelle Fragen des Sozialismus. Olle & Wolter, Berlin (West) 1978, ISBN 3-921241-27-8, S. 203–236 (Erstausgabe:  1959).
- K. Marx und sein „Privatsekretär“. In: International Review of Social History. Band 8, 1963, S. 282–285.
- Archivalische Miszellen über O. Bauer. In: International Review of Social History. Band 8, 1963, S. 436–446.
- Ein neomarxistisches Lehrbuch der politischen Ökonomie. In: Kyklos. Internationale Zeitschrift für Sozialwissenschaften. Band 16, Nr. 4. Basel 1. November 1963, S. 626–654 (Sonderdruck).
- Die Rolle des Zufalls und der „Großen Männer“ in der Geschichte. In: Kritik. Band 5, Nr. 14. Verlag Olle & Wolter, 1977, ISSN 0170-4761, S. 67–96 (Erstausgabe:  1965).
- Die serbische Sozialdemokratie und die Stockholmer Konferenz von 1917. In: Archiv für Sozialgeschichte. Band 6–7, 1966, S. 583–597.
- Der Streit um die polnisch-russischen Staatsgrenzen anlässlich des polnischen Aufstands von 1863. In: Archiv für Sozialgeschichte. Band 9, 1969, S. 157–180 (Posthum erschienen).
- Die Arbeiter und das Vaterland. Zur Auslegung einer Stelle des Kommunistischen Manifests. In: Vierte Internationale (Hrsg.): die internationale. Nr. 12, Februar 1978, ISSN 0256-4416, S. 101–110 (englische Version [abgerufen am 4. Februar 2009] Erstmals erschienen in Science and Society. Nr. 29, Sommer 1965).

### Weitere Aufsätze
- The Distribution of the Agrarian Product in Feudalism. In: Economic History Association (Hrsg.): The Journal of Economic History. Band 11, Nr. 3, Teil 1. Cambridge University Press, 1951, ISSN 0022-0507, S. 247–265, JSTOR:2113935 (Dt. als: Die Verteilung des Agrarprodukts im Feudalismus. (Die Belastungsräte der hörigen Bauern und die Möglichkeiten ihrer Errechnung). Verlag unbekannt[11]).
- La Neue Rheinische Zeitung et les Juifs. In: Etudes de Marxologie. Nr. 7, August 1963.
- A Revolutionary Parable on the Equality of Men. In: Archiv für Sozialgeschichte. Band 3, 1963, S. 291–293.
- Method of Marx’s Capital. In: New German Critique. Nr. 3, 1974.
- La Situation révolutionnaire en Autriche en 1918 et la politique des sociaux-démocrates. In: Critique Communiste. Band 7, Nr. 8, 1976.
- A Memoir of Auschwitz and Birkenau. In: Monthly Review. Band 39, Nr. 8, Januar 1988, S. 33–38 (BNET [abgerufen am 23. Februar 2008] Ursprünglich erschienen in der ukrainischen Zeitschrift Oborona. Übersetzung und Einleitung von John-Paul Himka).
- Lenin and the First World War. Prinkipo Press, London 1999.

### Liste deutschsprachiger Literatur
- Otto Morf: Über die „Grundrisse der Kritik der politischen Ökonomie“. In: Geschichte und Dialektik in der politischen Ökonomie. Zum Verhältnis von Wirtschaftstheorie und Wirtschaftsgeschichte bei Karl Marx. 1970 (Version von Oktober 2004 [abgerufen am 9. Februar 2008] Die Arbeit ist Roman Rosdolsky gewidmet).
- Paul Mattick: Tod im Exil. Roman Rosdolsky: Das symbolische Schicksal eines osteuropäischen Marxisten. In: Sozialistische Partei Österreichs (Hrsg.): Die Zukunft – Sozialistische Zeitschrift für Politik, Wirtschaft und Kultur. Nr. 19/20. Wien Oktober 1971, S. 35 f. (Online-Version [abgerufen am 4. Februar 2009]).
- Ernest Mandel: Der Spätkapitalismus. Versuch einer marxistischen Erklärung. Suhrkamp, 1972, ISBN 3-518-10521-3 (Das Buch ist Roman Rosdolsky gewidmet).
- Michael Löwy: Die nationale Frage und die Klassiker des Marxismus. In: Thomas Nairn, Eric Hobsbawm u. a. (Hrsg.): Nationalismus und Marxismus. Berlin 1978, S. 103.
- Ralph Melville: Roman Rosdolsky (1898–1967) als Historiker Galiziens und der Habsburger Monarchie. In: Roman Rosdolsky, Untertan und Staat in Galizien. Die Reformen unter Maria Theresia und Joseph II. Philipp von Zabern, Mainz 1992, S. VIII–XXV.
- Fritz Keller: Alfred Klahr im KZ Auschwitz. Interview mit Emmy Rosdolsky. In: Dokumentationsarchiv des österreichischen Widerstandes (Hrsg.): Jahrbuch 1998. Selbstverlag, Wien 1998, S. 69–72.
- Peter Cardorff: Mann ohne Seilschaft. Roman Rosdolsky zum hundertsten Geburtstag. In: ak. Nr. 416. Hamburg 2. Juli 1998, S. 32 f. (Der Artikel basiert auf langen Gesprächen mit Emily Rosdolsky, die auch die Fakten gecheckt hat).
- Fritz Keller: Emily Rosdolsky gestorben. In: Verein für solidarische Perspektiven (Hrsg.): SoZ – Sozialistische Zeitung. Nr. 22. Hamburg 25. Oktober 2001, S. 15 (Online-Version [abgerufen am 13. Juli 2008]).
- Anselm Jappe: Wegbereiter der Wertkritik. Roman Rosdolsky. In: Kritischer Kreis (Hrsg.): Streifzüge. Band 7, Nr. 1. Wien 2002 (Online-Version [abgerufen am 10. Februar 2008] Aus Anlass der Übersetzung ins Portugiesische von Cesar Benjamin. Copyleft (Memento vom 3. Juni 2008 im Internet Archive)).
- Marcus Gassner: Die Marxschen Schemata und deren Problematik. In: grundrisse. Band 1, Nr. 1, 2002, ISSN 1814-3164 (Online-Version [abgerufen am 10. Februar 2008] Einführung in die Diskussion um die Reproduktionsschemata. GNU FDL).
- Michael Buckmiller: Die Marx-Interpretation im Briefwechsel zwischen Karl Korsch und Roman Rosdolsky. In: Beiträge zur Marx-Engels-Forschung. Neue Folge. Sonderband 5. Die Marx-Engels-Werkausgaben in der UdSSR und DDR (1945–1968). Argument Verlag, Hamburg 2006, ISBN 3-88619-691-7, S. 303–367 mit 30 Briefen
- Rosdolsky-Kreis: Mit permanenten Grüssen. Leben und Werk von Emmy und Roman Rosdolsky. Mandelbaum, Wien 2017, ISBN 978-3-85476-662-9.

### Liste fremdsprachiger Literatur
- Ernest Mandel: Roman Rosdolsky (1898–1967). In: Quatrième Internationale. Nr. 33, April 1968, S. 70–72 (Niederländische Übersetzung. In: De Internationale. Jg. 42, Nr. 63, Februar 1998, S. 26–28 [abgerufen am 10. Februar 2008] Englischsprachige Übersetzung: Roman Rosdolsky — a genuine Marxist scholar. In: Intercontinental Press. (New York). Jg. 6, Band 21, 3. Juni 1968, S. 512–514.).
- Raya Dunayevskaya: A Critique of Roman Rosdolsky. Rosdolsky’s Methodology and the Missing Dialectic. In: London Corresponding Committee (Hrsg.): The Hobgoblin. Nr. 6, 2005 (Online-Version (Memento vom 8. Februar 2008 im Internet Archive) [abgerufen am 10. Februar 2008] Reprint aus: Marx’s Capital and Today’s Global Crisis. News & Letters, Detroit 1978).
- Janusz Radziejowski: Roman Rosdolsky: Man, Activist and Scholar. In: David Laibman (Hrsg.): Science & Society. Band 42, Nr. 2, 1978, ISSN 0036-8237, S. 198–210 (Enthält biografische Details. Übersetzung von John-Paul Himka).
- John-Paul Himka: Roman Rosdolsky’s Reconsideration of the Traditional Marxist Debate on the Schemes of Reproduction on New Methodological Grounds: Comments. In: I. S. Koropeckyj (Hrsg.): Selected Contributions of Ukrainian Scholars to Economics. Harvard Ukrainian Research Institute Sources and Documents series. Harvard Ukrainian Research Institute (Harvard University Press), Cambridge, Mass. 1984, S. 135–147 (Kommentare zu obigem Essay).
- Manfred A. Turban: Roman Rosdolsky’s Reconsideration of the Traditional Marxist Debate on the Schemes of Reproduction on New Methodological Grounds. In: I. S. Koropeckyj (Hrsg.): Selected Contributions of Ukrainian Scholars to Economics. Harvard Ukrainian Research Institute Sources and Documents series. Harvard Ukrainian Research Institute (Harvard University Press), Cambridge, Mass. 1984, S. 91–134 (Auseinandersetzung mit Rosdolskys Analyse der Debatte um die Reproduktionsschemata).
- Andy Clarkson: Review: Engels and the ‚Nonhistoric‘ Peoples. In: Revolutionary History. Band 3, Nr. 2, 1990 (Online-Version [abgerufen am 28. August 2015] Buchbesprechung auf Englisch).
- E. Haberkern: On Roman Rosdolsky as a Guide to the Politics of the „Neue Rheinische Zeitung“. In: David Laibman (Hrsg.): Science & Society. Band 63, Nr. 2, 1999, ISSN 0036-8237, S. 235–241 (Artikelverzeichnis [abgerufen am 10. Februar 2008]).
- Chris Ford: Roman Rosdolsky. A contribution to the history of the Ukrainian left-wing socialist movement in Galicia. In: Workers Action. Nr. 28. London Februar 2005 (Online-Version (Memento vom 23. Juli 2007 im Internet Archive) [abgerufen am 10. Februar 2008] Behandelt die Dragomanov Zirkel und die Kriegsjahre 1916 bis 1918).

### Weiterführende Literatur
- David Yaffe: Review Article: Imperialism and the Accumulation of Capital. In: Bulletin of the Conference of Socialist Economists. Band 2, Nr. 2, 1972, S. 70–77 (englisch, Online-Version [abgerufen am 4. Februar 2009]).
- Leo Trotzki: Die ukrainische Frage. In: Helmut Dahmer u. a. (Hrsg.): Leo Trotzki: Schriften 1.2. Sowjetgesellschaft und stalinistische Diktatur 1936–1940. Hamburg 1988, S. 1168–1176 (Russisches Original: Coyoacán, 22. April 1939).
- Manfred Scharinger: Die ökonomische Entwicklung von 1849 bis 1918. In: Arbeitsgruppe Marxismus (Hrsg.): Kapitalismus in Österreich — von den Anfängen bis heute (Marxismus). Band 5. AGM, Wien 1995, ISBN 3-901831-03-7 (Online-Version [abgerufen am 9. Februar 2008]).
- Martin Jakob u. a.: Imperialismus & marxistische Theorie. Teil 1: Die Klassiker. In: Arbeitsgruppe Marxismus (Hrsg.): Marxismus. Band 7. Wien März 1996 (222 S., Online-Version [abgerufen am 9. Februar 2008]).
- Michael Heinrich: Weltanschauungsmarxismus oder Kritik der politischen Ökonomie? In: grundrisse. Band 1, Nr. 1, 2002, ISSN 1814-3164 (Online-Version [abgerufen am 10. Februar 2008] Enthält einen Abschnitt zu Rosdolskys Rolle im Diskurs der 1970er Jahre. GNU FDL).
- Arbeitsgruppe Marxismus (Hrsg.): Imperialismus & marxistische Theorie (= Marxismus. Band 21). Teil 2: Von der frühen Komintern zur Vierten Internationale. Wien 2002, ISBN 3-901831-17-7 (Übersicht [abgerufen am 9. Februar 2008]).
- Manfred Scharinger/Eric Wegner: Nationale Frage und marxistische Theorie. Hrsg.: Arbeitsgruppe Marxismus (= Marxismus. Band 23). Teil 1: Die Klassiker. Wien 2003, ISBN 3-901831-19-3 (Editorial [abgerufen am 9. Februar 2008]).
- Gianni Albertini: Diskussionsbeitrag zur nationalen Frage in der frühen Sowjetunion. Hrsg.: Arbeitsgruppe Marxismus. 2004 (Online-Version [abgerufen am 9. Februar 2008]).
- Manfred Scharinger: Nationale Frage und marxistische Theorie. Hrsg.: Arbeitsgruppe Marxismus (= Marxismus. Band 24). Teil 2: Die sowjetische Erfahrung. Wien 2004, ISBN 3-901831-20-7 (Editorial [abgerufen am 9. Februar 2008]).